# هييون جوينغ
جيونغ هي يون (كوري: 정혜윤 ؛ من مواليد 1 أكتوبر 1996) تعرف باسم هييون جوينغ، وهي راقصة ومغنية ومغنية راب ومصممة رقصات كورية جنوبية. تمثل كوريا الجنوبية في مجموعة البوب العالمية ناو يونايتد. قبل انضمامها إلى ناو يونايتد، كانت معروفة بمقاطع الفيديو الخاصة بها في تصميم الرقصات على يوتيوب. 

## سيرة شخصية
ولدت هيون في دايجون بكوريا الجنوبية في 1 أكتوبر 1996. في سن الثالثة بدأت هيون بممارسة الباليه. بعد بضع سنوات، قررت أنها تريد أن تصبح موسيقية. في عام 2015، انتقلت إلى سيول لمتابعة مهنة صناعة الموسيقى.

## المسار المهني

### 2015 إلى الوقت الحاضر: بداية حياتها المهنية وناو يونايتد
قبل انضمامها إلى المجموعة، كانت هييون، تعمل كمدربة رقص في 1MILLION Dance Studio في كوريا الجنوبية.
في 15 نوفمبر 2017، تم الكشف عن هييون كجزء من التشكيلة النهائية لمجموعة البوب العالمية ناو يونايتد. في ديسمبر من نفس العام، أصدرت الفرقة أغنيتها الأولى "Summer in the City".
في أغسطس 2020، تم إصدار أغنية «لا أحد يخدعني مرتين». صرحت هييون أن إصدار الأغنية هو أحد أهم ما يميزها كعضو في المجموعة، حيث أن الأغنية بالكامل باللغة الكورية.  في 18 سبتمبر 2020، تم إصدار الفيديو الموسيقي لـ "The Weekend's Here". يضم المسار هييون مع صوفيا وسينا وسافانا. عملت كمخرجة مشاركة للفيديو الموسيقي مع ديما كوفالتشوك.  في 30 سبتمبر 2020، أصدرت ناو يونايتد الفيديو الموسيقي لأغنية بعنوان Somebody ، حيث كان أحد مخرجي الكليب هي هييون أيضا.

## فيلموغرافيا

### الفيديوهات الموسيقية
| عام  | أغنية مصورة              | مع                          | فنان        | المرجع. |
| ---- | ------------------------ | --------------------------- | ----------- | ------- |
| 2020 | "لا أحد يخدعني مرتين"    | هايلي كوستي، ديما كوفالتشوك | ناو يونايتد | [ 11 ]  |
| 2020 | "عطلة نهاية الأسبوع هنا" | ديما كوفالتشوك              | ناو يونايتد | [ 12 ]  |
| 2020 | "شخص ما"                 | ديما كوفالتشوك              | ناو يونايتد | [ 10 ]  |

## روابط خارجية
- هييون جوينغ في قاعدة بيانات الأفلام على الإنترنت